# 후루하타 닌자부로
《후루하타 닌자부로》(古畑任三郎 ふるはたにんざぶろう[*])는 후지 TV 계열에서 방송된 TV 드라마이자 이 드라마의 주인공의 이름이다.

## 작풍

### 내용
드라마 첫부분에서 게스트 배우가 연기하는 범인에 의해 살인사건이 일어나서, 시청자는 미리 범행의 전모를 알 수 있다. 완전범죄라고 생각했던 범행을 타무라 마사카즈가 연기하는 경부보 후루하타 닌자부로가 교묘한 화술과 탁월한 추리력으로 범인의 알리바이나 수법을 파헤쳐 진상을 밝혀내는 이야기이다.

### 드라마 양식
이 드라마는 소설 《콜럼보(Columbo)》와 같이 거꾸로 거슬러 올라가는 형식으로 진행된다. 이것은 범행의 전모를 먼저 보여주고, 형사인 후루하타 닌자부로가 진범과의 대화나 여러 가지 증거로부터 힌트를 얻어 마지막에 자백을 하게끔 하는 패턴이다. 또한 범인은 (드라마 속 세계에서) 유명인이나 사회적인 지위가 높은 인물이 많은 것도 《콜럼보》와 비슷하다. 내용이 롤러코스터와 같이 전개되는 것도 특징이다.
시청자는 '누가 범인일까?'가 아니라 '진범을 어떻게 몰아세울까?'라는 점에 집중하도록 방송 앞부분에서 범인 및 범행 장면을 보여준다.
후루하타는 오프닝에 등장하고 나서, 본편에서는 빨리 등장하지 않는 경우가 많다. 이는 앞서 말했듯이 범인과 피해자와의 관계나 범인의 범행 장면 등을 보여주기 위함이고, 대부분의 이야기에서는 누군가가 경찰에 신고하기 전까지 후루하타는 등장하지 않는다. SMAP이 등장했던 때는 본편 시작 후부터 약 1시간 넘게 후루하타가 등장하지 않았다.
마지막 해결편 직전에 화면이 어두워지고 후루하타가 시청자를 향해 '도전'하는 구성은, 미국의 《엘러리 퀸》에서 따온 것이다.

## 개요
각본은 미타니 코키가 담당하였다. 주연 타무라 마사카즈에게는 첫 형사 드라마이기도 하다. 현재, 총 42회 가 방송되었다.
이 글에서는 이미 발매된 DVD에 따라 1기, 2기, 3기, 스페셜, FINAL, 총집편으로 크게 나누기로 한다.
1기만 정식 제목이 《경부보 후루하타 닌자부로》(警部補 古畑任三郎)였지만, 이것은 '후루하타 닌자부로'라는 근엄한 이름이 '형사 드라마가 아니라 시대극이라고 오해하게 만들 수 있지 않겠나' 하는 우려로 인해 붙여진 것이다. 그래서 2기부터는 '경부보'를 떼고 《후루하타 닌자부로》가 되었다.
1999년 신춘 스페셜 제목은 《후루하타 닌자부로 vs SMAP》, 2006년 신춘 스페셜 제목은 《후루하타 닌자부로 FINAL》로 되어 있다.
| 기수   | 전체   | 평균시청률 | 방송일                                                                           |
| ------ | ------ | ---------- | -------------------------------------------------------------------------------- |
| 1기    | 총12회 | 14.2%      | 1994년 4월 13일 ~ 1994년 6월 29일                                                |
| 2기    | 총10회 | 25.9%      | 1996년 1월 10일 ~ 1996년 3월 13일                                                |
| 3기    | 총11회 | 25.1%      | 1999년 4월 13일 ~ 1999년 6월 22일                                                |
| 스페셜 | 총5회  | 26.2%      | 1995년 4월 12일, 1996년 3월 27일, 1999년 1월 3일, 1999년 4월 6일, 2004년 1월 3일 |
| FINAL  | 총3회  | 26.0%      | 2006년 1월 3일, 2006년 1월 4일, 2006년 1월 5일                                   |
| 총집편 | 총1회  | 22.6%      | 1996년 4월 9일                                                                   |

### 방송
1999년 6월 22일 3기 최종회에는 다음주에 《GTO 스페셜》이 방송될 예정이었기 때문에, 후루하타는 해결편에 들어가기 전에 '다음주는 GTO 스페셜이 방영될 예정입니다.'하고 예고를 하였다.
1~3기 모두 여러번 '채널α', '드라마 레전드 스페셜', '토요 와이드' 등 여러 시간대에 재방송 되고 있지만, 17회(범인: 기무라 타쿠야) 및 26회(범인: SMAP)는 자니즈 사무소가 '초상권'에 엄격하기 때문에 방송되지 않는 경우가 많다. 그러나 2002년 6월, 2006년 10월, 2009년 10월에 이루어진 재방송에서는 전부 방송되었다.
2006년 'FINAL'로 완결되었다.
2008년 6월 14일 19:00 ~ 20:54에 후루하타의 소년 시절을 그린 《후루하타 중학생》이 방송되었다. 주연은 Hey! Say! JUMP의 야마다 료스케로, 특별 게스트로서 타무라 마사카즈가 출연하였다.

### 장치
희극 전문 각본가인 미타니 코키에 의해 작품 속에 숨어있는 장치들이 있다.
아방 타이틀(avant-title)
방송이 시작될 때, 어두운 곳에서 후루하타가 서서 그 회의 키워드나 관련된 이야기를 선보인다. 이를 통해 시청자가 어디에 주목을 해야할 지 힌트를 주는 것이다. 이는 후지 TV 계열의 《기묘한 이야기》의 스토리텔러인 타모리와 비슷한 부분이기도 하다.
등장인물의 이름
매회 등장하는 범인을 시작으로, 등장인물의 이름은 기존 추리소설의 등장인물이나 실존 인물의 이름에서 따온 것이 많다. 각본가 미타니는 일본사 매니아이기 때문에 역사적인 인물의 이름을 사용하는 경우도 종종 있다.
이름 외에도 후루하타의 생일은 홈즈와 같고, 12회 '마지막 인사'는 셜록 홈즈 시리즈 중 〈마지막 인사〉에서 유래했다는 점도 있다.
'후루하타 닌자부로'라는 이름은 도쿄도 세타가야구 국도 246호의 이케지리 사거리에 있는 '후루하타 병원'이라는 간판과 TV 프로그램 《와랏테 이이토모!》에서 배우 토키토 사부로가 종종 '토키 닌자부로'로 오해받는다'는 이야기에서 유래했다.
후루하타와 이마이즈미의 이름은 대구를 이루도록 했다고 한다. 예를 들어 '후루(古)' ⇔ '이마(今)', '하타(畑)' ⇔ '이즈미(泉)', '닌자부로(任三郎)' ⇔ '신타로(慎太郎)' 이렇다. 이는 두 사람의 성격이 정반대임을 나타내고 있다고 볼 수도 있다.
미타니 코키의 다른 작품과의 연결
나카가와 쥰이치(배우: 카가 타케시)는 드라마 《뒤돌아보면 녀석이 있다》의 등장인물이며, 나카우라 타카코(배우: 모모이 카오리)는 미타니가 감독을 맡았던 영화 《웰컴 미스터 맥도날드》에 출연하였다.

## 등장인물
후루하타 닌자부로 (古畑任三郎) - 타무라 마사카즈, 야마다 료스케 (중학생 때)
경시청 형사부 수사1과의 형사로 계급은 경부보이다. 생일은 1월 6일이다. 항상 검은색 정장 차림에 넥타이를 매지 않고 추울 때는 검은색 롱코트를 입고 있다. 사건 현장에는 자주 자전거를 타고 나타난다.
경시청 최고의 수완으로 예리한 관찰력과 직감으로 매우 작은 단서나 증언의 모순을 찾아내어, 집요하게 용의자를 쫓으며 탁월한 추리력과 범인의 허를 찌르는 말솜씨로 수많은 사건을 해결하고 있다.
신사적인 행동을 보이지만, 유치한 면도 있어 세세한 것에 집착하고, 장난치는 것을 좋아하며 지는 것을 싫어하는 성격이다.
이마이즈미 신타로 (今泉慎太郎) - 니시무라 마사히코
후루하타의 부하로, 계급은 순사이다. 41회 시점에서 45세의 독신으로 할머니와 함께 살고 있다. 단순하고 덜렁거리는 성격으로 수사에는 도움이 되지 않지만, 이마이즈미의 의미 없는 언동이 후루하타에게 사건 해결의 힌트가 되는 경우가 많아, 어떤 의미로 많은 보탬이 되고 있다. 후루하타는 이마이즈미를 조롱하며 자주 이마를 때린다.
사이온지 마모루 (西園寺守) - 이시이 마사노리
3기부터 고정으로 등장하는 형사로 키가 작다. 사건 해결에 필요한 자료를 수집하여 후루하타를 돕는다 이마이즈미가 질투하는 상대이다.
무코지마 오토키치 / 히가시쿠니바루 오토키치 (向島音吉 / 東国原) - 코바야시 타카시, 타모토 소란 (중학생 때)
후루하타를 '최고의 형사'라고 경애하는 순사이며, 이치로의 형이라는 설정으로 나온다. 후루하타와는 중학교 동창이다.

## 작품 개요

### 1기
제목은 《경부보 후루하타 닌자부로》이고, 이야기마다 셔츠의 색이 달랐다(흰색, 파란색, 보라색 등). 이마이즈미 신타로는 부하라는 느낌이 강하다. 또한 8회는 미타니 코키가 각본을 맡았던 《뒤돌아보면 녀석이 있다》의 뒷이야기, 또는 패러렐 월드의 요소를 가미한 내용이다. 또한 이 때는 이마이즈미의 이름인 '신타로'가 크레딧에 표시 되지 않고, 12회에서 처음으로 온전한 이름이 다 나온다. 3회의 시점에서 이마이즈미는 평범한 형사이며, 5회에서는 후루하타에게 의존하지 않고 사망추정시각을 알아낸다.
실제로 제일 처음 촬영했던 것은, 방송순으로는 3회였다.
방송이 시작된 1994년 4월부터 경찰관의 정복이 바뀌었지만, 1기에서는 구형 정복을 입고 있다.
방송 포스터의 선전문구는 '살인자는 후회한다.'였다.
| 통산 | 방송일          | 부제                                 | 범인역 (주 게스트) | 시청률 | 연출            | 비고                                                       |
| ---- | --------------- | ------------------------------------ | ------------------ | ------ | --------------- | ---------------------------------------------------------- |
| 1회  | 1994년 4월 13일 | 죽은자로부터의 전언 (死者からの伝言) | 나카모리 아키나    | 14.4 % | 호시 마모루     | 후에 무죄판결 시간상으로 4회 다음                          |
| 2회  | 1994년 4월 20일 | 움직이는 시체 (動く死体)             | 사카이 마사아키    | 13.8 % | 코노 케이타     | 스토리 상 최초의 사건 후루하타와 이마이즈미가 처음 만남    |
| 3회  | 1994년 4월 27일 | 웃는 시체 (笑える死体)               | 코데가와 유코      | 12.9 % | 코노 케이타     | 유일하게 해결 직전에 CM이 없었음                           |
| 4회  | 1994년 5월 4일  | 살인 팩스 (殺しのファックス)         | 쇼후쿠테이 츠루베  | 12.4 % | 호시 마모루     | 시간상 1회 전                                              |
| 5회  | 1994년 5월 11일 | 더러워진 왕장 (汚れた王将)           | 반도 야소스케      | 16.3 % | 코노 케이타     | 범인의 성만 나옴 소설판에는 없음                           |
| 6회  | 1994년 5월 18일 | 피아노 레슨 (ピアノ・レッスン)       | 키노미 나나        | 13.4 % | 마츠다 히데토모 |                                                            |
| 7회  | 1994년 5월 25일 | 살인 리허설 (殺人リハーサル)         | 코바야시 넨지      | 13.0 % | 호시 마모루     | 소설판에는 없음                                            |
| 8회  | 1994년 6월 1일  | 살인특급 (殺人特急)                  | 카가 타케시        | 16.6 % | 마츠다 히데토모 | 《뒤돌아보면 녀석이 있다》와 세계관이 같음 시간상 5회 직후 |
| 9회  | 1994년 6월 8일  | 살인공개방송 (殺人公開放送)          | 이시구로 켄        | 14.8 % | 호시 마모루     | 소설판에는 후루하타와의 대결이 없다                        |
| 10회 | 1994년 6월 15일 | 모순 투성이 시체 (矛盾だらけの死体)  | 코사카이 카즈키    | 15.2 % | 코노 케이타     | 범인과 피해자의 이름이 소설판과 다름                       |
| 11회 | 1994년 6월 22일 | 안녕, DJ (さよなら、DJ)              | 모모이 카오리      | 15.1 % | 마츠다 히데토모 |                                                            |
| 12회 | 1994년 6월 29일 | 마지막 인사 (最後のあいさつ)         | 스가와라 분타      | 12.3 % | 마츠다 히데토모 |                                                            |

평균시청률 14.2% (긴토 지구 비디오 서치 조사)

### 2기
제목을 《후루하타 닌자부로》 바꾸었고, 시리즈 형식이 결정된 시기로 본다. '하가(芳賀)'가 수사에 참가하게 되고, 이마이즈미는 14회에서 '자율신경 실조증으로 장기요양중'이라는 설정이 더해져, 특이한 언동이 눈에 띄게 늘어 웃음을 주는 역할로 굳어져 간다. 제일 처음 촬영된 것은 사와구치 야스코 편이고, 1회에 방송된 아카시야 산마 편은 실제로는 4번째로 촬영된 것이다.
선전문구는 '살인자는 죽고 싶어 진다.'이다.
| 통산 | 방송일          | 부제                                      | 범인 역           | 시청률 | 연출            | 비고                                                                                    |
| ---- | --------------- | ----------------------------------------- | ----------------- | ------ | --------------- | --------------------------------------------------------------------------------------- |
| 14회 | 1996년 1월 10일 | 말이 많은 남자 (喋りすぎた男)             | 아카시야 산마     | 25.4%  | 코노 케이타     | 하가 형사 첫등장 유일하게 이마이즈미가 용의자가 되었던 회                               |
| 15회 | 1996년 1월 17일 | 웃지 않는 여자 (笑わない女)               | 사와구치 야스코   | 20.8%  | 마츠다 히데토모 |                                                                                         |
| 16회 | 1996년 1월 24일 | 게임의 달인 (ゲームの達人)                | 쿠사카리 마사오   | 22.7%  | 코노 케이타     | 첫 연쇄살인                                                                             |
| 17회 | 1996년 1월 31일 | 빨강인가, 파랑인가 (赤か、青か)           | 기무라 타쿠야     | 26.1%  | 마츠다 히데토모 | 후루하타가 유일하게 범인을 때림 시간상 14회 직후                                        |
| 18회 | 1996년 2월 7일  | 위선의 보수 (偽善の報酬)                  | 카토 하루코       | 26.6%  | 코노 케이타     | 범행 장면은 존재하지만, 흉기가 해결편까지 드러나지 않는다                               |
| 19회 | 1996년 2월 14일 | VS퀴즈왕 (VSクイズ王)                     | 카라사와 토시아키 | 26.0%  | 마츠다 히데토모 | 시간상 13회 이전                                                                        |
| 20회 | 1996년 2월 21일 | 동기의 감정 (動機の鑑定)                  | 사와무라 토쥬로   | 24.3%  | 코노 케이타     | 유일하게 범인의 실명을 알 수 없음 권총 살인으로는 유일하게 리볼버 사용 시간상 26회 이전 |
| 21회 | 1996년 2월 28일 | 마술사의 선택 (魔術師の選択)              | 야마시로 신고     | 27.8%  | 마츠다 히데토모 | 미타니의 다른 작품인 임금님의 레스토랑과 촬영 장소 동일                                 |
| 22회 | 1996년 3월 6일  | 오인된 남자 (間違えられた男)              | 카자마 모리오     | 26.5%  | 코노 케이타     | 범인은 2명을 죽였지만, 최초의 범죄는 밝혀지지 않는다                                    |
| 23회 | 1996년 3월 13일 | 뉴욕에서 생긴 일 (ニューヨークでの出来事) | 스즈키 호나미     | 26.9%  | 코노 케이타     | 이미 무죄 확정 사건 장소가 나타나지 않음 마지막에 세계 무역 센터가 등장                 |

평균시청률 25.3% (간토 지구 비디오 서치 조사)

### 순사 이마이즈미 신타로
이 드라마의 번외편으로 이마이즈미를 주인공으로 만들어진 10분짜리 스핀오프 방송이다.
1기 12회에서 이마이즈미와 쿠와바라의 연구실 장면이 더해진 것에 대한 반응이 좋아서, 2기와 함께 제작되어 본편이 방영된 날 심야에 방영되었다. 12회에서의 쿠와바라는 매드 사이언티스트의 느낌이 강했지만, 2기부터는 밝은 성격에 이마이즈미와 동갑인 후배라는 설정이 되었다.
3기는 제작되지 않았지만, 2004년 스페셜 〈모두 각하의 소행〉으로 부활하였다. 그러나 쿠와바라 역을 맡았던 이토 토시히토가 사망하였기 때문에, 이마이즈미・사이온지・무코지마・하나다 네 사람이 되었다. 오프닝은 CG는 새로 만들지 않고, 2기의 것을 그대로 사용하였다.
지금의 휴대전화나 인터넷 스핀오프 프로그램의 원조격이라고 할 수 있다.
| 각화 | 방송일          | 부제                                        | 연출            |
| ---- | --------------- | ------------------------------------------- | --------------- |
| 1화  | 1996년 1월 10일 | 돌아온 신타로 편 (帰って来た慎太郎の巻)     | 코노 케이타     |
| 2화  | 1월 17일        | 신타로 분노 편 (慎太郎怒るの巻)             | 마츠다 히데토모 |
| 3화  | 1월 24일        | 신타로 명추리 편 (慎太郎名推理の巻)         | 코노 케이타     |
| 4화  | 1월 31일        | 라이벌 등장 편 (ライバル登場の巻)           | 마츠다 히데토모 |
| 5화  | 2월 7일         | 신타로 위기일발 편 (慎太郎危機一髪の巻)     | 코노 케이타     |
| 6화  | 2월 14일        | 곤란한 신타로 편 (まいったぜ慎太郎の巻)     | 마츠다 히데토모 |
| 7화  | 2월 21일        | 지지마 신타로 편 (負けるな慎太郎の巻)       | 코노 케이타     |
| 8화  | 2월 28일        | 물러빠진 신타로 편 (フニャフニャ慎太郎の巻) | 마츠다 히데토모 |
| 9화  | 3월 6일         | 소중한 신타로 편 (箱入り慎太郎の巻)         | 코노 케이타     |
| 10화 | 3월 13일        | 신타로 역습 편 (慎太郎逆襲の巻)             | 히라노 신       |
| 11화 | 3월 27일        | 안녕, 신타로 편 (さらば慎太郎の巻)          | 히라노 신       |
| 12화 | 2004년 1월 3일  | 하늘의 괴사건 (大空の怪事件)                | 코노 케이타     |

### 총집편
2기 종영 뒤에 방송된 특별편이다.
후루하타가 갑자기 사라져 동료 형사들이나 24회까지 등장했던 범인 및 지인들을 인터뷰하고 그 행방을 쫓는다는 내용이다.
| 통산 | 방송일         | 부제                                        | 범인 역     | 시청률 | 연출        | 비고                                                                |
| ---- | -------------- | ------------------------------------------- | ----------- | ------ | ----------- | ------------------------------------------------------------------- |
| 25회 | 1996년 4월 9일 | 사라진 후루하타 닌자부로 (消えた古畑任三郎) | ※ 비고 참조 | 22.6%  | 코노 케이타 | 1~24회까지 범인 역 전원 출연 오프닝 아방 타이틀은 카라사와 토시아키 |

### 3기
'지금까지와는 다른 후루하타'를 지향한 시리즈로, 사건, 범행 수법에 다양한 취향을 반영하고, 후루하타가 전혀 수사에 참가하지 않고 시청자가 보낸 엽서를 읽는 등 지금까지 이어져 왔던 형식을 파괴하는 실험적인 화가 많고, 사이온지, 하나다와 같은 새로운 고정 인물을 투입하는 등 새로운 시도를 보인다.
사이온지에게 왓슨 역할을 분담시킨 결과, 이마이즈미는 완전히 개그 담당이 되었다. 하나다의 캐릭터는 시청자의 시점으로 해결편이 나오기 전에 사건의 개요를 정리하고 설명하는 역으로 설정되었다.
선전문구는 '결백을 범인으로 한다.'.
| 통산 | 방송일          | 부제                                                                           | 범인 역                      | 시청률 | 연출            | 비고                                                                                       |
| ---- | --------------- | ------------------------------------------------------------------------------ | ---------------------------- | ------ | --------------- | ------------------------------------------------------------------------------------------ |
| 28회 | 1999년 4월 13일 | 서방님의 범죄 (若旦那の犯罪)                                                   | 이치카와 소메고로            | 25.5%  | 코노 케이타     | 15분 확대 방송                                                                             |
| 29회 | 1999년 4월 20일 | 그 남자, 다망하여 (너무 바쁜 살인자) (その男、多忙につき（忙しすぎる殺人者）)  | 사나다 히로유키              | 24.5%  | 스즈키 마사유키 | 유일하게 엔딩 크레딧이 가운데 표시되었다.                                                  |
| 30회 | 1999년 4월 27일 | 잿빛 마을 (후루하타, 감기에 걸리다) (灰色の村（古畑、風邪をひく）)             | 마츠무라 타츠오, 오카 하치로 | 22.1%  | 코노 케이타     | 시간상 32회 직후                                                                           |
| 31회 | 1999년 5월 4일  | 후루하타, 치과에 가다 (알리바이의 사각) (古畑、歯医者へ行く（アリバイの死角）) | 다이치 마오                  | 26.0%  | 사토 유이치     | 범인이 의사인 것이 이번으로 3번째로 가장 많았다.                                           |
| 32회 | 1999년 5월 11일 | 재회 (오랜 친구와 만나다) (再会（古い友人に会う）)                             | 츠가와 마사히코              | 27.8%  | 코노 케이타     | 시리즈 중, 유일하게 미수로 끝남 시간상 30, 31회 이전                                       |
| 33회 | 1999년 5월 18일 | 절대음감 살인사건 (絶対音感殺人事件)                                           | 이치무라 마사치카            | 24.6%  | 사토 유이치     | 시간상 28, 29회 이전                                                                       |
| 34회 | 1999년 5월 25일 | 슬픈 완전범죄 (哀しき完全犯罪)                                                 | 타나카 미사코                | 23.7%  | 코노 케이타     |                                                                                            |
| 35회 | 1999년 6월 1일  | 불균형 살인 (너무 완벽한 살인) (頭でっかちの殺人（完全すぎた殺人）)            | 후쿠야마 마사하루            | 26.2%  | 코노 케이타     | 유일하게 사건 현장 장면이 전혀 등장하지 않는다.                                            |
| 36회 | 1999년 6월 8일  | 궁지에 몰려서 (구름 속의 죽음) (追いつめられて（雲の中の死）)                  | 타마키 코지                  | 23.8%  | 사토 유이치     | 후루하타가 사건에 전혀 참가하지 않는다 사인(死因)은 사고                                   |
| 37회 | 1999년 6월 15일 | 가장 위험한 게임 - 전편 (마지막 사건) (最も危険なゲーム・前編（最後の事件）    | 에구치 요스케                | 23.2%  | 코노 케이타     | 유일하게 전,후편 나뉘어 있음 살인사건이 일어나지만, 주요 사건(테러)에 직접 연결되지 않는다 |
| 38회 | 1999년 6월 22일 | 가장 위험한 게임 - 후편 (마지막 사건) (最も危険なゲーム・後編（最後の事件）)   | 에구치 요스케                | 28.3%  | 코노 케이타     | 유일하게 전,후편 나뉘어 있음 살인사건이 일어나지만, 주요 사건(테러)에 직접 연결되지 않는다 |

평균 시청률 25.1% (간토 지구 비디오 리서치 조사)

### 스페셜
본편은 1시간 방송이지만, 스페셜은 24회를 제외하고는 모두 2시간이 넘는 장편이다.
24회 '잠깐의 이별'의 시청률 34.4%는 후루하타 닌자부로 모든 시리즈 중 최고 시청률을 기록한 편이다. 또 범인 역의 야마구치 토모코가 드라마 속에서 보여준 플라멩코는 실제로 야마구치 본인이 당시 취미로 하고 있던 것이었다고 TV 관련 잡지를 통해 알려졌다.
26회에서는 시리즈 최초로 미타니 코키의 해설이 들어가 있다.
| 통산 | 방송일          | 부제                                           | 범인 역                                                                                | 시청률 | 연출            | 비고 |
| ---- | --------------- | ---------------------------------------------- | -------------------------------------------------------------------------------------- | ------ | --------------- | --- |
| 13회 | 1995년 4월 12일 | 웃는 캥거루 (笑うカンガルー)                   | 진나이 타카노리 미즈노 마키                                                            | 18.8%  | 마츠다 히데토모 | 처음으로 배경이 해외였다. 해결 전에 화면이 어두워지지 않는다. 주범은 '진나이'이지만, 오프닝에서는 미즈노도 크레딧에 나온다.                                                         |
| 24회 | 1996년 3월 27일 | 잠깐의 이별 (しばしのお別れ)                   | 야마구치 토모코                                                                        | 34.4%  | 코노 케이타     | 90분 스페셜 임금님의 레스토랑과 같은 세계관 |
| 26회 | 1999년 1월 3일  | 후루하타 닌자부로 vs SMAP (古畑任三郎 vs SMAP) | SMAP ・나카이 마사히로 ・기무라 타쿠야 ・이나가키 고로 ・쿠사나기 츠요시 ・카토리 싱고 | 32.3%  | 스즈키 요시유키 | 사이온지 마모루 첫등장 처음으로 범인이 실존 인물 시작부분에서 미타니 코키가 해설 시간상 27회 이후                                                                                   |
| 27회 | 1999년 4월 6일  | 쿠로이 박사의 공포 (黒岩博士の恐怖)            | 오가타 켄                                                                              | 25.6%  | 스즈키 요시유키 | 시간상 26회 이전 하나다 첫등장 |
| 39회 | 2004년 1월 3일  | 모두 각하의 소행 (すべて閣下の仕業)            | 마츠모토 코시로                                                                        | 20.0%  | 코노 케이타     | 후루하타의 잘못된 판단으로 범인을 구속하는 데 실패한 사건 각본 문제로 이마이즈미, 사이온지가 등장하지 않는다. (심야 방송 〈순사 이마이즈미 신타로〉에는 등장) 시리즈 최초로 HD 제작 |

### FINAL
전회 '모두 각하의 소행'에서 완결을 맺지 못했기 때문에 정식 완결편으로 만들어진 것이다. 방영 전부터 '후루하타 드디어 완결'이라고 화제가 되었다.
41회는 야구 선수 이치로가 본인역으로 출연했는데, 처음에는 '하치로'라는 가공의 선수로 등장시킬 예정이었다. 그러나 이치로 본인의 희망에 따라 이름을 그대로 사용하게 되었다. 등장인물 이치로는 '이름과 얼굴은 같지만, 다른 인물'이라고 되어 있으며, 후루하타(배우: 타무라 마사카즈)도 시청자에게 이야기하는 장면에서 '이 방송은 어디까지나 가공의 이야기이고 실제 이치로는 살인을 하지 않는다'고 설명했다.
선전문구는 '범죄자는 우선 나를 묻었어야 했다.'.
| 통산 | 방송일         | 부제                             | 범인 역                       | 시청률 | 연출        | 비고                                |
| ---- | -------------- | -------------------------------- | ----------------------------- | ------ | ----------- | ----------------------------------- |
| 40회 | 2006년 1월 3일 | 지금, 되살아난 죽음 (今、甦る死) | 후지와라 타츠야 이시자카 코지 | 21.5%  | 코노 케이타 | 유일하게 진범이 감추어 진 상태였다. |
| 41회 | 2006년 1월 4일 | 공정한 살인자 (フェアな殺人者)   | 이치로                        | 27.0%  | 코노 케이타 |                                     |
| 42회 | 2006년 1월 5일 | 라스트 댄스 (ラスト・ダンス)     | 마츠시마 나나코 (1인 2역)     | 29.6%  | 코노 케이타 |                                     |

### 후루하타 중학생
후루하타 닌자부로의 중학생 시절을 그린 특별편으로, 중학생 후루하타 역은 야마다 료스케가 연기했다.
| 통산       | 방송일          | 부제                                                             | 범인 역       | 시청률 | 연출        | 비고 |
| ---------- | --------------- | ---------------------------------------------------------------- | ------------- | ------ | ----------- | ---- |
| 1회 (43회) | 2008년 6월 14일 | 후루하타 닌자부로, 생애 최초의 사건 (古畑任三郎、生涯最初の事件) | 하라다 타이조 | 13.3%  | 코노 케이타 |      |

## 게임
코나미의 아케이드 게임 'Dance Dance Revolution 4th Mix'에 《NINZABURO》가 있고, 4th Mix Plus에는 《FURUHATA`S THEME》로 곡명이 바뀌었다.